# Louis B. Werner
Louis B. Werner (* 1921 in Idaho; † 20. Mai 2007) war ein US-amerikanischer Chemiker, bekannt für seine Beiträge zur Kernchemie.
Er studierte am College of Idaho mit dem Bachelor-Abschluss 1940 und ging dann für weiteres Studium an die University of California, Berkeley.  1942 arbeitete er für das Manhattan Project in Chicago (Metallurgical Laboratory der Universität), wo ihm mit Glenn T. Seaborg (dem Leiter der Gruppe) und Burris B. Cunningham (dessen unmittelbarer Mitarbeiter er war) am 20. August 1942 die erstmalige Isolation sichtbarer und wenig später wägbarer Mengen (im Mikrogramm Bereich) eines synthetischen Elements gelang, dem für die Entwicklung der Atombombe wichtigen Plutonium, noch bevor der erste Kernreaktor der Welt in Chicago in Betrieb war (Dezember 1942). Es folgte die Isolation von Americium mit Cunningham 1945 in Chicago und Curium mit Isadore Perlman in Berkeley 1947 (in wägbaren Mengen).
Er war zweieinhalb Jahre Repräsentant der US-Atomic Energy Commission in Großbritannien und war bei dieser als  Environmental Projects Manager angestellt. Er war Ehrendoktor des College of Idaho.